# Josip Weber
Josip Weber (* 16. November 1964 in Slavonski Brod, SR Kroatien, SFR Jugoslawien; † 8. November 2017 in Split) war ein kroatisch-belgischer Fußballspieler.

## Karriere

### Verein
Weber begann seine Karriere in Jugoslawien beim unterklassigen Verein NK Borac Podvinje im heutigen Slowenien. 1982 wechselte er für die folgenden drei Spielzeiten in seine Heimatstadt zu NK Marsonia Slavonski Brod. Anschließend wechselte er in die Erste jugoslawische Liga zu Hajduk Split. Dort verbrachte er zwei Spielzeiten und gewann 1987 den jugoslawischen Pokal. Danach spielte er eine Saison für NK Dinamo Vinkovci, bevor er 1988 nach Belgien zu Cercle Brügge wechselte. Obwohl Cercle nicht zu den Topvereinen zählte, wurde Weber 1992, 1993 und 1994 dreimal in Folge bester Torschütze in der belgischen Liga.
Mitte 1994 wurde Weber für die damalige Rekordsumme von rund 90 Millionen Belgische Franc (rund 2,25 Millionen Euro) zum RSC Anderlecht transferiert. Mit Anderlecht gewann er 1995 die belgische Meisterschaft und den Supercup. Aufgrund einiger schwerer Knie- und Bänderverletzungen konnte Weber in drei Jahren nur 25 Spiele bestreiten und beendete 1997 aus gesundheitlichen Gründen seine Spielerkarriere.

### Nationalmannschaft
1992 absolvierte Weber zwei Spiele für die kroatische Nationalmannschaft, in denen er einen Treffer erzielte.
Da Weber seit mehr als fünf Jahren in Belgien gelebt und noch kein Pflichtspiel für Kroatien bestritten hatte, wurde er 1994 nach Belgien eingebürgert und war somit für die belgische Nationalmannschaft spielberechtigt. Bei seinem Debüt in einem Testspiel im Brüsseler Heysel-Stadion gegen Sambia schoss er beim 9:0-Sieg der Belgier fünf Tore und bereitete einen weiteren Treffer vor. Im darauffolgenden Spiel traf er erneut, woraufhin Weber in den belgischen Kader für die Weltmeisterschaft 1994 in den USA berufen wurde.
Weber kam in den drei Vorrundenspielen gegen Marokko, die Niederlande und Saudi-Arabien sowie im Achtelfinale bei der 2:3-Niederlage gegen Deutschland zum Einsatz.
Insgesamt bestritt Weber acht Länderspiele für Belgien, in denen er sechs Tore erzielte.

## Persönliches
Nach dem Ende seiner Spielerkarriere lebte Josip Weber wieder in Kroatien. Er starb am 8. November 2017 wenige Tage vor seinem 53. Geburtstag an Prostatakrebs. Er war verheiratet und hatte zwei Kinder.

## Erfolge
- Jugoslawischer Fußballpokal: 1987
- Belgischer Meister: 1995
- Belgischer Supercup: 1995
- Torschützenkönig der belgischen Ersten Division: 1992, 1993 und 1994